# Bestune
Bestune (čínsky pchin-jinem Yīqì Bēnténg, znaky zjednodušené 一汽奔腾), dříve známá jako Besturn, je automobilová značka vlastněná čínskou automobilkou FAW Group. S produkty vycházejícími ze starších sedanů Mazda cílí Besturn na čínské spotřebitele vyšší střední třídy.